# Gregor Terdič
Gregor Terdič, slovenski kanuist na divjih vodah, * 7. junij 1977, Medvode.
Terdič je za Slovenijo nastopil na Poletnih olimpijskih igrah 1996 v Atlanti, kjer je v slalomu osvojil 24. mesto. Na svetovnih prvenstvih je osvojil srebrno medaljo v disciplini C-1 ekipno leta 1997.